# Turgut Özal
Turgut Özal (pronunție în turcă [tuɾˈɡut øˈzaɫ]; n. 13 octombrie 1927, Malatya Turcia - d. 17 aprilie 1993, Ankara, Turcia) este un om politic turc care a ocupat funcția de prim ministru și a fost, între 9 noiembrie 1989 - 17 aprilie 1993, al optulea Președinte al Turciei. 
Turgut Özal este fiul lui Mehmed Siddik, un funcționar bancar din Malatya, și al lui Hafize, învățătoare. 
Regretatul ex-președinte Turgut Özal a dus o politică internă reformista și în funcția de prim-ministru a condus regimul de tranziție spre o democratizare profunda impreuna cu Decanul Ofițerul al Armatei Naționale General-Colonel Kenan Evren in funcția de preșendinte in perioada de tranziție 1983-89. Iar politică externă adus o diplomație de consiliere (partenieră) a statelor fostului bloc comunist de a arăta drumul spre o piață liberă pe care nu-l cunoșteau aceste noi Republicii ieșite din ideologia comunistă, renunțănd la apelativul socialist în modul lor de emancipare care a avut loc in aceste țări: Romania, Bulgaria, Ungaria ,Azerbaidjan, Kazahstan, Turkmenistan, Georgia, Kârgâzstan, Uzbekistan, Ucraina și Republica Moldova.